# 你們的幸福演唱會
《你們的幸福演唱會2012》是香港流行女歌手謝安琪在2011年推出專輯你們的幸福後，於2012年1月舉辦她的第二次紅磡體育館演唱會，場數為兩場，日期為1月13日及14日，其中5月11日及5月12日因紅館舉行紀念中國四川省汶川大地震活動而暫停。而與同名專輯歌曲《你們的幸福》亦成為今次演唱會的主題曲。

## 演唱會曲目
Act 1
1. 活著
2. 跟我走
3. 我歌...故我在
4. 鍾無艷

Act 2
5. 祝英台
6. 蘭花指
7. 藝妓回憶錄

Act 3
8. 替你高興
9. 菲情歌
10. 臨崖勒馬
11. 愁人節

Act 4
12. 潔淨皇后
13. 直角等於三角形 (with RubberBand)
14. Hero (with RubberBand)
15. 吶喊 (with RubberBand)
16. Dedicated to... (by RubberBand)

Act 5
17. 浮雲
18. 借過
19. 十二月二十二
20. (英文歌) (with 24Herbs & 合唱團)
21. (英文歌) (by 24Herbs)

Act 6
22. 脆弱 (自彈自唱)
23. 姿色份子
24. 節外生枝
25. 3/8
26. 第二天 (快樂是...)
27. 年度之歌

Encore
01. 你們的幸福
02. 後窗知己
03. 囍帖街